# محمد سالم (لاعب كرة قدم جزائري)
محمد سالم (24 مايو 1940 بوهران في الجزائر - 4 مايو 2008 ببلفور في فرنسا) هو لاعب كرة قدم جزائري في مركز الهجوم. شارك مع منتخب الجزائر لكرة القدم. أما مع النوادي، فقد لعب مع دارينغ مولينبيك ومولودية وهران ونادي سيدان.

## وصلات خارجية
- محمد سالم على موقع قاعدة بيانات كرة القدم.إي يو (الإنجليزية)